# Peperomia melanokirrocarpa
Peperomia melanokirrocarpa är en pepparväxtart som beskrevs av A. Gilli. Peperomia melanokirrocarpa ingår i släktet peperomior, och familjen pepparväxter. Inga underarter finns listade i Catalogue of Life.